# Björn Kuhligk
Björn Kuhligk (* 19. Februar 1975 in West-Berlin) ist ein deutscher Schriftsteller und Fotograf.

## Leben und Werk
Björn Kuhligk veröffentlichte Lyrik und Prosa in mehreren Einzeltiteln sowie zahlreichen Anthologien, literarischen Kalendern und Literaturzeitschriften. Von 1996 bis 1999 veranstaltete er mit HEL die Lesereihe "Die Schwarzleserey". Von 2002 bis 2006 war er Redakteur der Berliner Zeitung für Prosa und Lyrik lauter niemand. Gemeinsam mit Tom Schulz verlegte er von 1997 bis 1999 die edition minotaurus. Kuhligk ist Mitherausgeber von mehreren Lyriksammelbänden, die die Szene der jungen Lyrik im deutschen Sprachraum vorstellen. Von 2006 bis 2009 leitete er die Lyrikwerkstatt open poems der Literaturwerkstatt Berlin. Björn Kuhligk lebt in Berlin, wo er derzeit an der  Ostkreuzschule für Fotografie studiert.

## Einzeltitel
- Am Ende kommen Touristen – Zehn Gedichte. parasitenpresse, Köln 2000, ISBN 978-3-8270-0453-6.
- Es gibt hier keine Küstenstraßen. Gedichte. Lyrikedition 2000, München 2001, ISBN 3-86520-329-9.
- Am Ende kommen Touristen. Gedichte. Berlin Verlag, Berlin 2002, ISBN 3-8270-0453-5.
- Großes Kino. Gedichte. Berlin Verlag, Berlin 2005, ISBN 3-8270-0584-1.
- Leben läuft. Texte. SuKuLTuR Verlag, Berlin 2005, ISBN 3-937737-43-X.
- Der Wald im Zimmer. Eine Harzreise (gemeinsam mit Jan Wagner). Berliner Taschenbuch Verlag, Berlin 2007, ISBN 978-3-8333-0437-8.
- Von der Oberfläche der Erde. Gedichte. Berlin Verlag, Berlin 2009, ISBN 978-3-8270-0846-6.
- Bodenpersonal. Texte. Verlagshaus J. Frank, Berlin 2010, ISBN 978-3-940249-36-4.
- Die Stille zwischen null und eins. Gedichte. Hanser Berlin, München/Berlin 2013, ISBN 978-3-446-24147-3.
- Wir sind jetzt hier – Neue Wanderungen durch die Mark Brandenburg (gemeinsam mit Tom Schulz). Hanser Berlin, Berlin 2014.
- Großraumtaxi: Berliner Szenen. Verbrecher Verlag, Berlin 2014. ISBN 978-3-95732-017-9 (Print); ISBN 978-3-95732-074-2 (Epub).
- Die Sprache von Gibraltar. Gedichte. Hanser Berlin, München/Berlin 2016, ISBN 978-3-446-25291-2.
- Rheinfahrt –  Ein Fluss, seine Menschen, seine Geschichten (gemeinsam mit Tom Schulz). Orell Füssli Verlag, 2017, ISBN 978-3-280-05630-1.
- Cartagena. Ein Reisebericht. Literatur Quickie Verlag, 2017, ISBN 978-3-94545-335-3.
- Schöne Orte - Fotografien. mikrotext Verlag, 2019, ISBN 978-3-944543-91-8.
- Kurzstrecke – Neue Berliner Szenen. Quintus Verlag, 2020, ISBN 978-3-947215-74-4.
- Überall Nachbarn – Wie ich auf dem Mauerweg das alte West-Berlin umrundete. Bebra-Verlag, 2022, ISBN 978-3-8148-0265-7.
- Der Landvermesser. Roman. Edition Atelier, 2022, ISBN 978-3-99065-079-0.
- An einem Morgen im März. Gedichte. Hanser Berlin, München/Berlin 2023, ISBN 978-3-446-27638-3.
- Berlin-Beschimpfung. Favoritenpresse, Berlin, 2024, ISBN 978-3-96849-119-6.
- Schönefeld. Favoritenpresse, Berlin 2024, ISBN 978-3-96849-128-8
- Grenze. Essay. Verlagshaus Berlin, Berlin 2024, ISBN 978-3-910320-16-1
- Wir waren schon da / We’ve Already Been There, 'haɪ̯maːtn̩ Bd. 1, zweisprachig (dt./en.), hg. v. Haus der Kulturen der Welt (HKW), Merve, Leipzig 2025, ISBN 978-3-96273-550-0

## Anthologien und Literaturzeitschriften (Auswahl)
- Anja Bayer, Daniela Seel (Hrsg.): all dies hier, Majestät, ist deins – Lyrik im Anthropozän, kookbooks, Berlin 2016, ISBN 978-3-937445-80-9.
- Karl Otto Conrady (Hrsg.): Der Große Conrady. Das Buch deutscher Gedichte. Von den Anfängen bis zur Gegenwart. Artemis & Winkler, Düsseldorf 2008.
- Axel Kutsch (Hrsg.): Versnetze. Das große Buch der neuen deutschen Lyrik. Verlag Ralf Liebe, Weilerswist 2008.
- Shafiq Naz (Hrsg.): Der deutsche Lyrikkalender 2008. alhambra publishing, B-Bertem 2007.
- Literaturzeitschriften: Muschelhaufen, Macondo, ndl, Passauer Pegasus, Poetenladen

## Herausgabe
- Lyrik von Jetzt. 74 Stimmen. (mit Jan Wagner), DuMont Kunst- und Literaturverlag, Köln 2003.
- Das Berliner Kneipenbuch. (mit Tom Schulz), Berliner Taschenbuch Verlag, Berlin 2006.
- Das Kölner Kneipenbuch. (mit Tom Schulz), Berliner Taschenbuch Verlag, Berlin 2007.
- Das Hamburger Kneipenbuch. (mit Tom Schulz), Berliner Taschenbuch Verlag, Berlin 2008.
- Lyrik von Jetzt zwei. (mit Jan Wagner), Berlin Verlag, Berlin 2008.
- Das Münchner Kneipenbuch. (mit Tom Schulz), Berliner Taschenbuch Verlag, Berlin 2009.
- Das Kölner Kneipenbuch. (mit Tom Schulz) (erweiterte Neuauflage), Dumont Taschenbuch, Köln 2011.

## Auszeichnungen und Förderungen
- 1997: 5. open-mike LiteraturWERKstatt Berlin
- 1997: 2. Preis des Allegra-Literaturwettbewerbs
- 2007: Arbeitsstipendium der Stiftung Preußische Seehandlung
- 2008: Arbeitsstipendium des Berliner Senats
- 2013: Kunstpreis Literatur der Land Brandenburg Lotto GmbH[3]
- 2014: Arbeitsstipendium der Stiftung Preußische Seehandlung
- 2015: Arbeitsstipendium des Berliner Senats
- 2015: Grenzgänger-Stipendium der Robert Bosch Stiftung
- 2018: Arno-Reinfrank-Literaturpreis „für seine Lyrik, insbesondere für sein Langgedicht Die Sprache von Gibraltar“
- 2022: Arbeitsstipendium des Berliner Senats
- 2024: Horst Bingel-Preis für Literatur